# Maitenbeth
Maitenbeth là một đô thị thuộc huyện Mühldorf bang Bayern nước Đức